# Sahra Wagenknecht
Sahra Wagenknecht, född 16 juli 1969 i Jena i Thüringen i Östtyskland, är en tysk nationalekonom och politiker. Sedan oktober 2009 är hon ledamot av Förbundsdagen, invald för Nordrhein-Westfalen. Fram till 2023 representerade hon Die Linke men bildade i januari 2024 ett eget parti Bündnis Sahra Wagenknecht (BSW).

## Biografi

### Uppväxt, studier och tidiga engagemang
Sahra Wagenknecht har tysk mor och iransk far. Den senare lämnade familjen när hon var ett litet barn. I sin ungdom i Östberlin blev hon medlem av Freie Deutsche Jugend. Hon tog sin Abitur 1988 och inträdde i början av 1989 i Sozialistische Einheitspartei Deutschlands. Några månader senare föll Berlinmuren. Hon blev då snart medlem av Partei des Demokratischen Sozialismus (PDS), som var en av föregångarna till Die Linke.
Åren 1990–1996 studerade hon filosofi och ny tysk litteratur vid Friedrich-Schiller-Universität Jena, Humboldt-Universität zu Berlin och universitetet i Groningen. Hennes avslutande uppsats handlade om den unge Karl Marx tolkning av Georg Wilhelm Friedrich Hegel. År 2012 tog hon filosofie doktorsexamen i nationalekonomi vid Technische Universität Chemnitz med avhandlingen The limits of choice. Saving decisions and basic needs in developed countries.

### Författarskap
Sahra Wagenknecht har författat en rad artiklar om ekonomiska spörsmål om västvärldens ekonomi. I boken Wahnsinn mit Methode. Finanzcrash und Weltwirtschaft (2008) behandlar hon finanskrisen 2007–2008. I boken Freiheit statt Kapitalismus (2011) analyserar hon särskilt hur statlig penningkris har uppstått och pekar på lösningsmodeller för västvärldens ekonomi, varvid ett socialistiskt perspektiv förenas med personligt initiativ, kreativitet och ansvar.

### Politisk karriär
Från juli 2004 till juli 2009 var hon ledamot av Europaparlamentet och sedan oktober 2009 är hon ledamot av Förbundsdagen, invald för Nordrhein-Westfalen. År 2016 utsågs hon att tillsammans med Dietmar Bartsch vara sitt partis förstakandidater till 2017 års val till Förbundsdagen.

## Politisk profil
Sahra Wagenknecht har profilerat sig som en skarp kritiker av nyliberalism och privatisering samt den sociala nöd och fattigdom som därigenom ska ha uppkommit. Hon har också väckt uppmärksamhet med sin hållning i migrationspolitik. I en intervju med ZDF i september 2017 sade hon: ”Det är inte heller någon vänsterposition att säga att vi bekämpar fattigdom och elände i denna värld genom att vi hämtar så många människor som möjligt från de fattiga länderna till oss. Det kan man ju inte på allvar förespråka, utan man måste bekämpa fattigdom och elände där detta existerar.”
Sahra Wagenknecht förespråkar Kubas och Venezuelas ekonomiska system, men kritiserar den kinesiska statskapitalismen där "arbetare får exploateras till det yttersta".